# Goahti

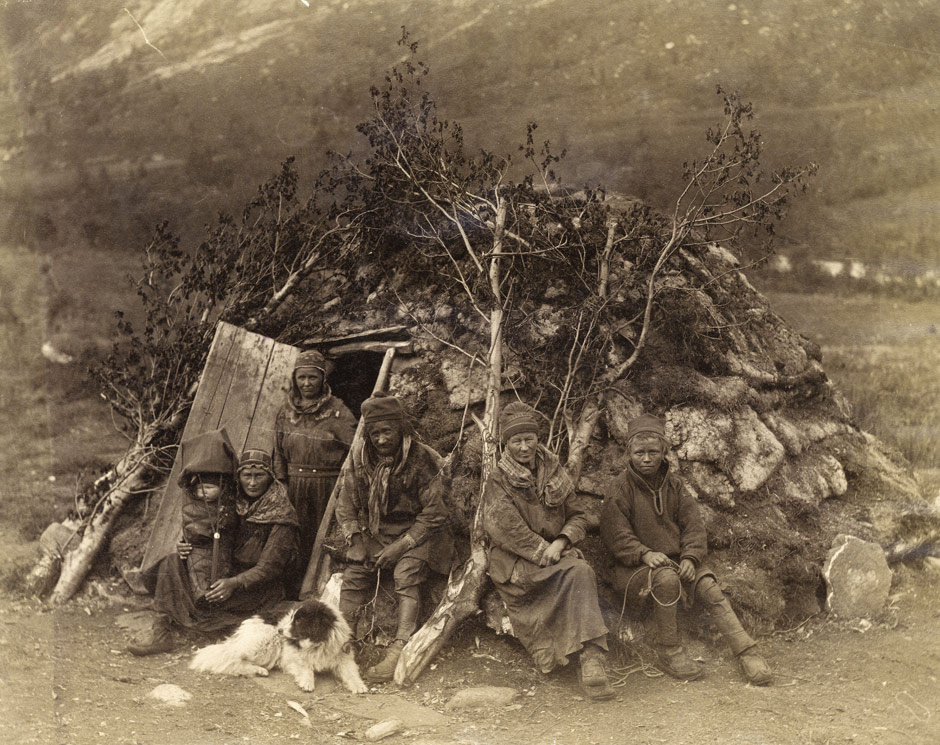
Une goahti, aux alentours de 1870.

Une gahtie, goahti ou kåta (en norvégien gamme, en finnois  kota et en suédois kåta) Kata en Sami signifie personne en accord avec le groupe dont il fait partie, et est une hutte. En forme de cercle, elle a généralement une armature en bois de bouleau. Elle est couverte avec les matériaux disponibles comme de la mousse de tourbe, de la pierre, des écorces de bouleau ou du bois. Les goahtis étaient utilisées par les éleveurs de rennes samis en Laponie pour suivre leurs troupeaux, elles continuent parfois de servir comme habitation annexe pour le camping[réf. à confirmer].
Certaines ont une forme d'igloo, d'autres une forme conique ressemblant à un tipi[réf. à confirmer] et d'autres une forme plus allongée. Les goahtis, quelle que soit leur forme[réf. souhaitée], ont une armature à quatre poteaux de bois courbé formant deux arches. Tout l'assemblage se fait avec des chevilles de bois, sans aucun clou. Les goahtis sont parfois équipées d'une porte en bois en forme de trapèze[réf. à confirmer].
Les Samis préparent les bois courbés en pliant intentionnellement de jeunes bouleaux près de la racine pendant leur croissance.
Outre les goahtis recouvertes d'écorces de bouleau calées par des pierres, de la terre, de la tourbe ou du bois, qui sont des huttes ou des maisons, il existe aussi des goahtis recouvertes de toile[réf. souhaitée], qui sont des tentes. Leur armature caractéristique en bois courbé les distinguent cependant de la tente traditionnelle samie, la lavvu, qui a une autre structure[réf. souhaitée].

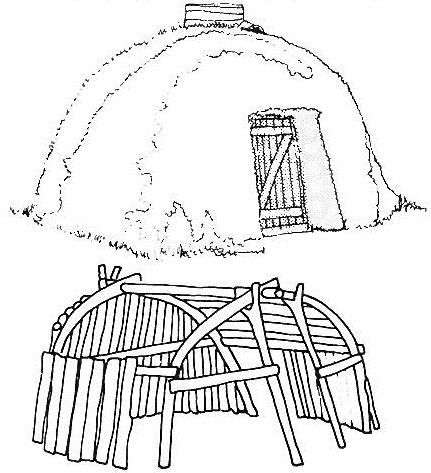
Armature caractéristique avec deux arches en bois courbé.
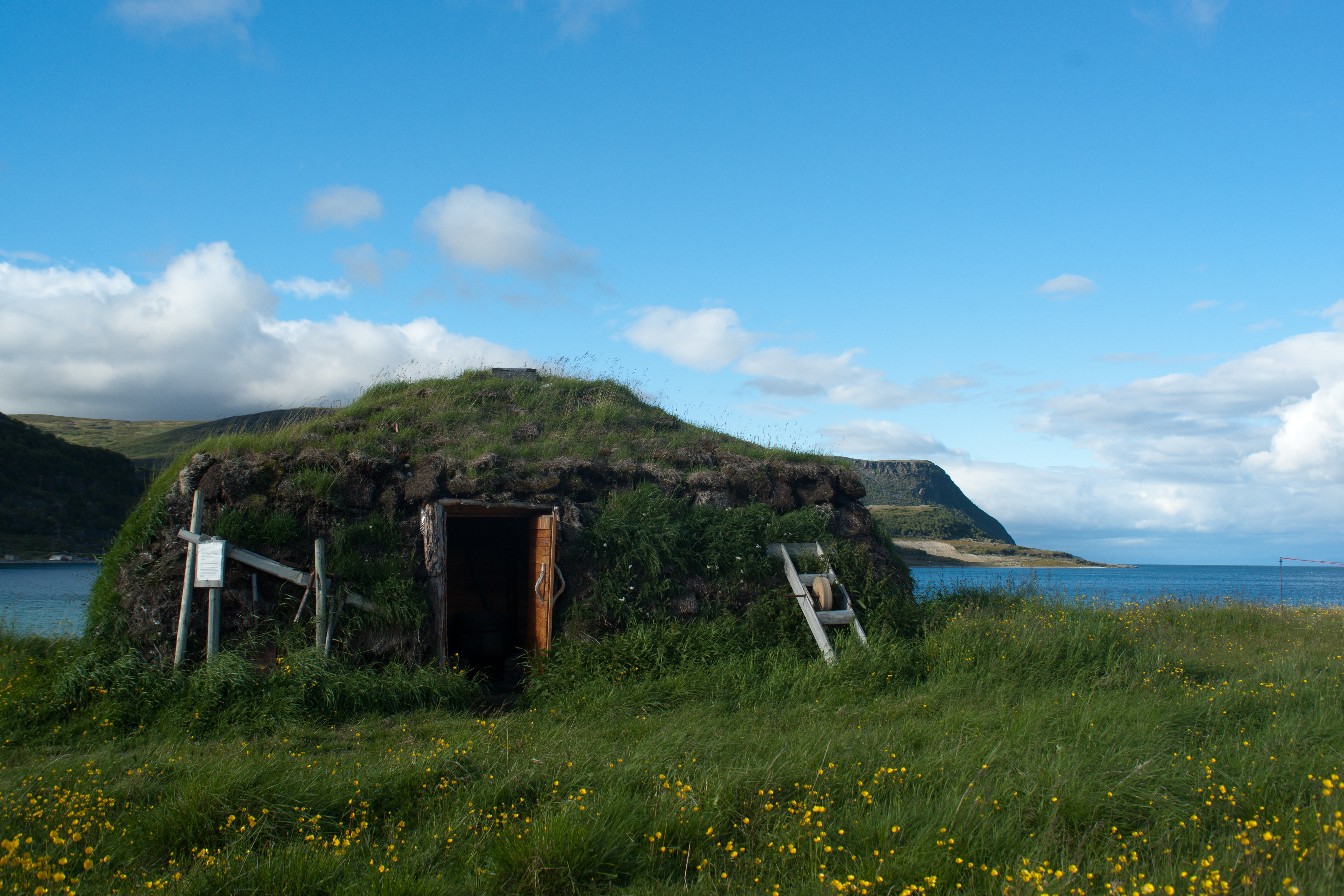
Maison traditionnelle samie à Porsanger dans le Finnmark.
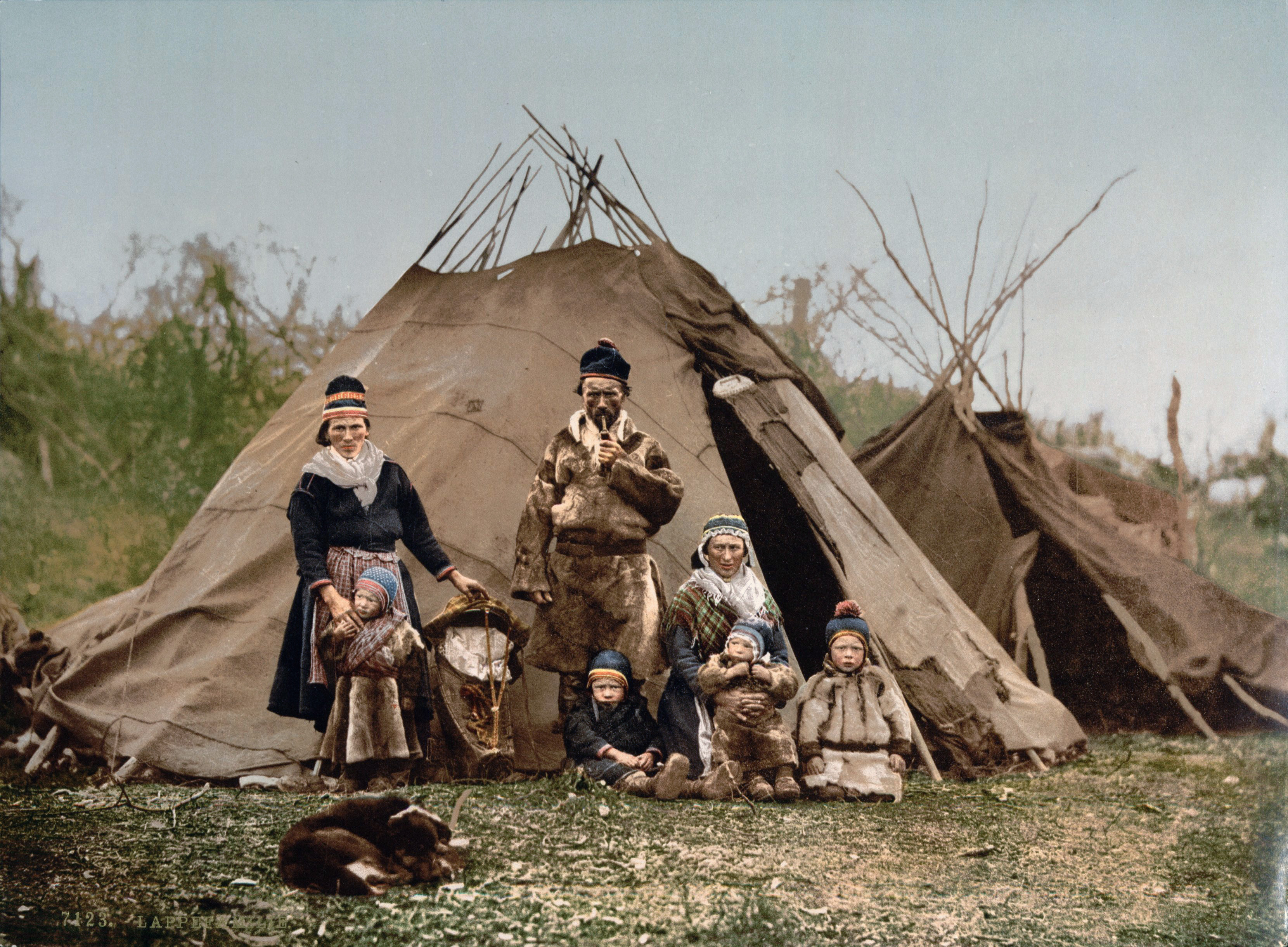
Famille samie vers 1900 devant une goahti de toile au 1er plan et une lavvu en arrière-plan.